# Исии, Хироси
Хироси Исии (яп. 石井 宏 Исии Хироси, род. 21 сентября 1939) — японский пловец, призёр Олимпийских игр.
Хироси Исии родился в 1939 году в Токио.
В 1960 году на Олимпийских играх в Риме Хироси Исии завоевал серебряную медаль в эстафете 4×200 м.